# Pierre Corrard
Pierre Corrard, né à Boulogne-sur-Seine (Hauts-de-Seine) le 10 juillet 1877 et mort à Bolante (Meuse) le 26 novembre 1914, est un poète et romancier français. Un prix homonyme, qui n'a plus cours aujourd'hui, sera décerné par la société des gens de lettres dans la catégorie jeune romancier de moins de 35 ans, voulu par sa femme.

## Biographie
En 1914, Pierre Corrard s'engage volontaire pour le front sans même avertir sa famille. Plus tard il rassure les siens par lettre, prétendant qu'il est en sécurité loin des combats. Il est pourtant tué en forêt d’Argonne sur le plateau de Bolante (Meuse) au tout début de la Première Guerre mondiale.
Il se définissait lui-même ainsi :

« J'ai des élégences à moi 

Que personne 

Sur mon dehors quelconque et froid 

Ne soupçonne. »

## Œuvres
- La Nuit de Philodore ; suivi des Coulisses du succès 7e édition, Paris : A. Michel , [s.d.]
- L'homme qui a découvert son "moi", Paris : Librairie mondiale , [s. d.].
- Un cœur de courtisane (1900), Paris : A. Michel, [s.d.].
- L'école des amants (1900), Paris : A. Michel, [s.d.].
- Les facéties d'un sage (1900), Paris : Librairie mondiale , [s.d.].
- Par les femmes (1902), Paris : Charles , 1902.
- Le journal d'une femme du monde (1902), Paris : P. Ollendorff , 1902.
- L'école des maîtresses (1903), Paris : A. Michel , 1903.
- La nuit du gnome, fantochemagorie (1905), Paris : A. Michel , 1905.
- Les glanes, poésies (1906), Paris : A. Messein , 1906.
- Les opalines, poésies (1908), Paris : A. Messein , 1908.
- Les chercheurs d'idéals (1910), Paris : E. Flammarion , 1910.
- A volets-clos, poésies (1911), Paris, A. Messein , 1911.
- La bohème s'amuse, la nuit de Philodore (1911), Paris : E. Flammarion , 1911.
- La bohème d'aujourd'hui (scènes de la vie des artistes) (1913), Paris : A. Michel , 1913.

## Prix et distinctions
- 1916 : Prix Jules-Davaine pour l'ensemble de son œuvre poétique[3] ;
- Mention Mort pour la France.